# John G. Cramer
John Gleason Cramer (* 14. října 1934) je americký fyzik, který je profesorem na Washingtonské univerzitě v Seattlu. Účastní se výzkumů na urychlovači částic Relativistic Heavy Ion Collider a na urychlovačích Evropské organizace pro jaderný výzkum v Ženevě.

## Mládí
Narodil se v Houstonu v Texasu, kde i vychodil střední školu. Celé vysokoškolské studium strávil taktéž v Houstonu na Riceově univerzitě. Zde získal v roce 1957 bakalářský titul, v roce 1959 magisterský titul a v roce 1961 doktorský titul. 

## Kariéra
Po zisku doktorátu odešel na Indianskou univerzitu. Do roku 1963 pracoval jako postgraduální výzkumník, poté se stal odborným asistentem. V roce 1964 odešel na Washingtonskou univerzitu, kde se roku 1968 stal docentem a roku 1974 profesorem. 
V letech 2007 až 2014 zkoumal Cramer možnost, že kvantová nelokalita by mohla být použita ke komunikaci mezi pozorovateli. V průběhu této práce získal nové poznatky o kvantovém formalismu, který brání takovéto nelokální komunikaci. Ke každému interferenčnímu obrazci vzni také anti-interferenční obrazec. Tyto dva obrazce se kombinují tak, že vymažou jakýkoli nelokální signál. Interferenční obrazce se navzájem doplňují což má za následek to, že nepozorujeme žádný znatelný interferenční obrazec. Změny měření mohou dramaticky ovlivnit jednotlivé interferenční obrazce, ale vždy tak, aby došlo k tomuto vymazání. Tímto způsobem je příroda chráněna proti nelokální komunikaci a paradoxům s ní spojených. 

## Publikace
Cramer publikoval asi 300 článků v recenzovaných časopisech.  Kromě toho píše pravidelný sloupek "The Alternate View" objevující se v každém druhém čísle časopisu Analog Science Fiction and Fact. Je autorem transakční interpretace kvantové mechaniky, kterou publikoval v roce 1986 inspirován Wheelerovou-Feynmanovou časově symetrickou teorií. 
V roce 2015 mu vyšla kniha o kvantové mechanice "The Quantum Handshake".
V roce 2003 vytvořil pro Alternate View simulaci zvuku velkého třesku, který podle jeho slov připomíná tryskové letadlo letící nízko nad zemí. 
Cramer také napsal romány "Twistor" a "Einsteinův most" oba dva patřící do žánru hard science-fiction. Roku 2010 byl hostem velké sci-fi a fantasy konference v Seattlu.

## Osobní život
Cramer je od roku 1961 ženatý, s manželkou mají tři děti. 